# 東根市立第三中学校
東根市立第三中学校（ひがしねしりつ だいさんちゅうがっこう）は、山形県東根市にある公立中学校。

## 概要
東根市東部にある東郷地区、関山地区を学区とする第三中学校は農村部に位置している。
シンボル　-　色丹草

## 沿革
- 1962年（昭和37年）4月1日 - 東根市立東郷中学校と東根市立高崎中学校が統合し、東根市立第三中学校が開校する。

当時は旧高崎中学校を東校舎、旧東郷中学校を西校舎として使用していた。
- 1963年（昭和38年）2月8日 - 現在の場所での授業を始める。
- 2002年（平成14年） - 新校舎完成

## 学区
- 東根市立高崎小、東郷小学区

## 生徒数
| 年度 | 男子 | 女子 | 計  |
| ---- | ---- | ---- | --- |
| 2009 | 72   | 63   | 135 |
| 2008 | 71   | 73   | 144 |
| 2007 | 66   | 74   | 140 |
| 2006 | 67   | 82   | 149 |
| 2005 | 78   | 82   | 160 |
| 2004 | 95   | 97   | 192 |
| 2003 | 96   | 98   | 194 |
| 2002 | 94   | 109  | 203 |

## 所在地
- 山形県東根市大字泉郷乙1992番地